# Hosenfeld (Kernort)
Der Kernort Hosenfeld ist eines der acht Dörfer am Osthang des Vogelsberges, die die heutige Großgemeinde Hosenfeld im Landkreis Fulda bilden. Der Name der neuen Gemeinde wurde von der bis dahin selbstständigen Gemeinde Hosenfeld übernommen und gilt seitdem als Name der Großgemeinde.

## Geografische Lage
Hosenfeld liegt an der westlichen Kreisgrenze im Landkreis Fulda unweit zum Vogelsbergkreis. Die überörtlichen Straßenanbindungen stellen die von Flieden (B 40) über Hauswurz kommende und nach Großenlüder führende Landesstraße L3141 und die von Fulda über Giesel, Jossa, nach Bermuthshain führende Landesstraße L3079, sicher. Der in der Gemarkung Jossa entspringende Bach Jossa mündet bei Hainzell in die Lüder, die von Bermuthshain kommt. Die topographische Höhenlage liegt in der Ortslage bei 375,7 m über NN als tiefstem Punkt. Die höchste Erhebung ist in der Gemarkung neben der "Hohe Balz" mit 384,7 der Gabberg mit 387,5 m über NN. Die Gemarkung Hosenfeld umfasst eine Gesamtfläche von 2.278,1458 ha und ist bei einer Gesamtfläche der Großgemeinde Hosenfeld von 5.074,3521 ha der größte Gemeindeteil.

### Aktuelle und Historische Siedlungsplätze innerhalb der Gemarkung von Hosenfeld
Quelle: Historisches Ortslexikon
- Altes Braunkohlenwerk[3]
- Gehöfsgruppe Blankenhöfe[4]
- Wüstung Hamundis[5]
- Gehöftgruppe Heckenhof-Knallhütte[6]
- Wüstung Hütte[7]
- Wüstung Hütte[8]
- Gehöftgruppe Katzenhof[9]
- Kehrenhof[10]
- Mittlerer Butterhof[11]
- Obere Heckenmühle[12]
- Sieberzmühle[13]
- Untere Heckenmühle[14]
- Unterer Butterhof[15]

## Geschichte

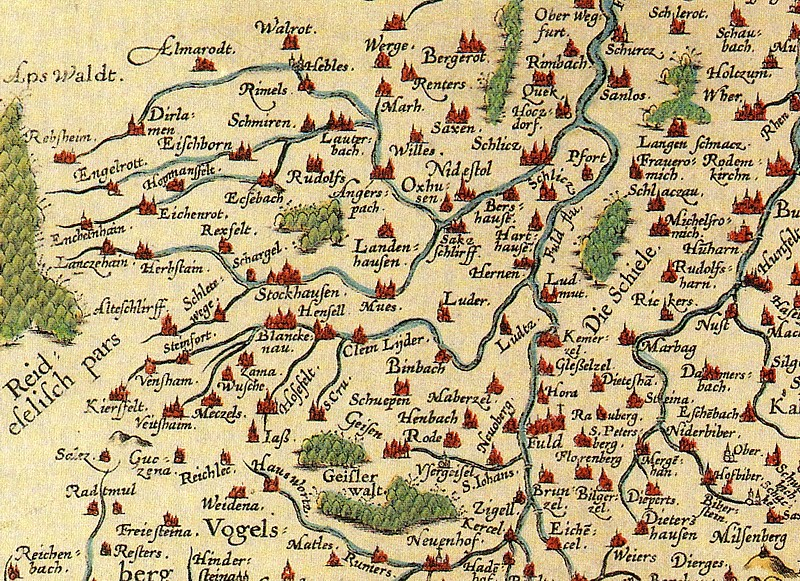
Lage von Hosenfeld (Hosefelt) auf einer Karte des Hochstifts Fulda von 1574

### Ortsgeschichte
Schon lange vor der ersten urkundlichen Erwähnung hat der heutige Kernort der Großgemeinde Hosenfeld existiert. Im frühen Mittelalter, wahrscheinlich im 9. Jahrhundert, hatte eine Seitenlinie der Burgherren von Schlitz auf der Hainburg (früher wohl Blankenberg) die Burg Blankenwald bei Blankenau errichtet und entsprechenden Grundbesitz erworben oder als Lehen erhalten. Weil die Herren von Blankenwald in späteren Zeiten dann auch als Raubritter unterwegs waren, ließ der Fuldaer Fürstabt Berthold II. von Leipolz 1264 die Burg Blankenwald erstürmen und schleifen. Als Folge entstand das Kloster Blankenau.
Die älteste bekannte schriftliche Erwähnung des Dorfes Hosenfeld erfolgte im Jahre 1284 in einer Schenkungsurkunde des Klosters Blankenau als "villa Heichelle". In der besagten Urkunde des Simann von Blankenwald und seiner Mutter Agnes, Witwe des Ritters Hermann von Blankenwald (Blankeinwalt), schenkten diese eine Hufe in "Heichelle" am Ausgang des Dorfes, die alljährlich ein Pfund fuldischer Pfennige außer dem Grundzins und anderen geringfügigen Rechten erbrachte und von einem gewissen Schwan (cignus) bebaut wurde, mit allen Rechten dem Kloster Blankenau (Blankenowe) zu ihrem in ihres Gemahls Hermann Seelenheil, so wie es ihr Gemahl vorher bestimmt hatte, vorbehaltlich der Nutznießung des Sohnes auf Lebenszeit. Nach dem Tode sollte der Erlös aus der Hufe ohne Widerspruch seitens der Erben zur Abhaltung eines Jahrgedächtnisses den Nonnen gehören.
Im Zuge der Gebietsreform in Hessen entstand 1971 die heutige Großgemeinde. Siehe dazu Hosenfeld.

### Verwaltungsgeschichte im Überblick
Die folgende Liste zeigt die Staaten und Verwaltungseinheiten, denen Hosenfelt angehört(e):
- vor 1803: Heiliges Römisches Reich, Hochstift Fulda, Propsteiamt Blankenau
- 1803–1806: Heiliges Römisches Reich, Fürstentum Nassau-Oranien-Fulda,[Anm. 2] Fürstentum Fulda, Amt Blankenau
- 1806–1810: Kaiserreich Frankreich,[Anm. 3] Fürstentum Fulda (Militärverwaltung)
- 1810–1813: Großherzogtum Frankfurt, Departement Fulda, Distrikt Großenlüder
- ab 1816: Kurfürstentum Hessen,[Anm. 4] Großherzogtum Fulda, Amt Großenlüder[18]
- ab 1821/22: Kurfürstentum Hessen, Provinz Fulda, Kreis Fulda[19][Anm. 5]
- ab 1848: Kurfürstentum Hessen, Bezirk Fulda
- ab 1851: Kurfürstentum Hessen, Provinz Fulda, Kreis Fulda
- ab 1867: Norddeutscher Bund,[Anm. 6] Königreich Preußen,[Anm. 7] Provinz Hessen-Nassau, Regierungsbezirk Kassel, Kreis Fulda
- ab 1871: Deutsches Reich, Königreich Preußen, Provinz Hessen-Nassau, Regierungsbezirk Kassel, Kreis Fulda
- ab 1918: Deutsches Reich, Freistaat Preußen,[Anm. 8] Provinz Hessen-Nassau, Regierungsbezirk Kassel, Kreis Fulda
- ab 1944: Deutsches Reich, Freistaat Preußen, Provinz Kurhessen, Landkreis Fulda
- ab 1945: Deutsches Reich, Amerikanische Besatzungszone,[Anm. 9] Groß-Hessen, Regierungsbezirk Kassel, Landkreis Fulda
- ab 1946: Deutsches Reich, Amerikanische Besatzungszone, Hessen, Regierungsbezirk Kassel, Landkreis Fulda
- ab 1949: Bundesrepublik Deutschland, Hessen, Regierungsbezirk Kassel, Landkreis Fulda

## Bevölkerung

### Einwohnerstruktur 2011
Nach den Erhebungen des Zensus 2011 lebten am Stichtag, dem 9. Mai 2011, im Ortsteil Hosenfeld 1464 Einwohner. Darunter waren 15 (1,0 %) Ausländer. Nach dem Lebensalter waren 237 Einwohner unter 18 Jahren, 627 zwischen 18 und 49, 321 zwischen 50 und 64 und 282 Einwohner waren älter. Die Einwohner lebten in 627 Haushalten. Davon waren 177 Singlehaushalte, 171 Paare ohne Kinder und 122 Paare mit Kindern, sowie 48 Alleinerziehende und 9 Wohngemeinschaften. In 129 Haushalten lebten ausschließlich Senioren und in 426 Haushaltungen lebten keine Senioren.

### Einwohnerentwicklung
| • 1812: | 93 Feuerstellen, 786 Seelen |

| Hosenfeld (Ortsteil): Einwohnerzahlen von 1812 bis 2020 | Hosenfeld (Ortsteil): Einwohnerzahlen von 1812 bis 2020 | Hosenfeld (Ortsteil): Einwohnerzahlen von 1812 bis 2020 | Hosenfeld (Ortsteil): Einwohnerzahlen von 1812 bis 2020 | Hosenfeld (Ortsteil): Einwohnerzahlen von 1812 bis 2020 |
| --- | ------------------------------------------------------- | ------------------------------------------------------- | ------------------------------------------------------- | ------------------------------------------------------- |
| Jahr |                                                         |                                                         |                                                         | Einwohner                                               |
| 1812 | 1812                                                    |                                                         | 786                                                     | 786                                                     |
| 1834 | 1834                                                    |                                                         | 850                                                     | 850                                                     |
| 1840 | 1840                                                    |                                                         | 792                                                     | 792                                                     |
| 1846 | 1846                                                    |                                                         | 863                                                     | 863                                                     |
| 1852 | 1852                                                    |                                                         | 789                                                     | 789                                                     |
| 1858 | 1858                                                    |                                                         | 762                                                     | 762                                                     |
| 1864 | 1864                                                    |                                                         | 828                                                     | 828                                                     |
| 1871 | 1871                                                    |                                                         | 747                                                     | 747                                                     |
| 1875 | 1875                                                    |                                                         | 750                                                     | 750                                                     |
| 1885 | 1885                                                    |                                                         | 775                                                     | 775                                                     |
| 1895 | 1895                                                    |                                                         | 728                                                     | 728                                                     |
| 1905 | 1905                                                    |                                                         | 680                                                     | 680                                                     |
| 1910 | 1910                                                    |                                                         | 669                                                     | 669                                                     |
| 1925 | 1925                                                    |                                                         | 679                                                     | 679                                                     |
| 1939 | 1939                                                    |                                                         | 1.011                                                   | 1.011                                                   |
| 1946 | 1946                                                    |                                                         | 1.026                                                   | 1.026                                                   |
| 1950 | 1950                                                    |                                                         | 985                                                     | 985                                                     |
| 1956 | 1956                                                    |                                                         | 943                                                     | 943                                                     |
| 1961 | 1961                                                    |                                                         | 1.055                                                   | 1.055                                                   |
| 1967 | 1967                                                    |                                                         | 1.064                                                   | 1.064                                                   |
| 1970 | 1970                                                    |                                                         | 1.100                                                   | 1.100                                                   |
| 1979 | 1979                                                    |                                                         | 1.179                                                   | 1.179                                                   |
| 1995 | 1995                                                    |                                                         | 1.435                                                   | 1.435                                                   |
| 2011 | 2011                                                    |                                                         | 1.464                                                   | 1.464                                                   |
| 2020 | 2020                                                    |                                                         | 1.458                                                   | 1.458                                                   |
| Datenquelle: Historisches Gemeindeverzeichnis für Hessen: Die Bevölkerung der Gemeinden 1834 bis 1967. Wiesbaden: Hessisches Statistisches Landesamt, 1968. Weitere Quellen: LAGIS; Gemeinde Hosenfeld (HW+NW); Zensus 2011 |                                                         |                                                         |                                                         |                                                         |

### Historische Religionszugehörigkeit
| • 1885: | 4 evangelischer (= 0,62 %), 771 katholische (= 99,48 %) Einwohner   |
| • 1961: | 29 evangelischer (= 2,75 %), 1019 katholische (= 96,59 %) Einwohner |

## Religion
Über das religiöse und kirchliche Leben der Bewohner von Hosenfeld in der Zeit vor dem Jahre 1270 lässt sich so gut wie nichts berichten, da keine geschichtlichen Daten vorliegen bzw. bis heute gefunden wurden. Als 1270 das Frauenkloster in Blankenau zusammen mit einer Kirche errichtet worden war, hatte der dortige Propst auch die umwohnenden Gläubigen, zu denen auch die Katholiken in Hosenfeld gehörten, zu betreuen. Zu dieser Zeit gehörte Hosenfeld noch zur Pfarrei Großenlüder. Erst 1834 wurde es eine eigene Pfarrei.
Eine erste Nachricht über eine Kirche (Kapelle) in Hosenfeld ist in Berichten über Visitationen von 1656 und 1681 zu entnehmen. Aus den beim Abriss der alten Kapelle vorgefundenen Mauerresten wird in der Heimatforschung geschlossen, dass sie aus einer kleinen Wehranlage (Wehrkirche) erbaut wurde. Darauf deutet auch die Mauer hin, die die heutige Kirche umgibt.